# Luteolina
La luteolina és un flavonoide; més específicament, una de les flavones més comunes. Es troba, per exemple, en la farigola. En el cos humà possiblement actua com un antioxidant, un eliminador de radicals lliures, un promotor del metabolisme dels carbohidrats, o un modulador del sistema immunitari tots elles podrien inhibir el càncer. També és una agent antiinflamatori Sobre treballs in vitro s'ha suggerit usar-la contra l'esclerosi múltiple.
La luteolina es troba més sovint en fulles però en la farigola, api i dent de lleó també es troba en l'escorça i en altres llocs d'algunes plantes. També es troba a Salvia tomentosa. Les fonts dietètiques de lutelina inclouen l'oli d'oliva, el te, les pastanagues i altres plantes.

## Mecanisme d'acció
La luteolina és un inhibidor de PDE4 i un inhibidor de la fosfodiesterasa, també inhibeix la Interleucina 6.

## Efectes adversos
Pot tenir efectes adversos gastrointestinals com nàusea,, vòmits i hipersecreció gàstrica.